# جاناتان میجرز
جاناتان مایکل میجرز (انگلیسی: Jonathan Michael Majors؛ زادهٔ ۷ سپتامبر ۱۹۸۹) بازیگر آمریکایی است. او نخست با بازی در فیلم مستقل آخرین مرد سیاه‌پوست در سان فرانسیسکو (۲۰۱۹) نگاه عموم را به خود جلب کرد و با بازی در مجموعهٔ تلویزیونی لاوکرفت کانتری (۲۰۲۰) که برایش نامزد جایزهٔ امی ساعات پربیننده شد، به شهرت بیشتری رسید. او همچنین چهره‌های تاریخی را در فیلم وسترن هرچه قوی‌تر، سخت‌تر زمین‌می‌خوری (۲۰۲۱) و از خودگذشتگی (۲۰۲۲) به تصویر کشید. میجرز از سال ۲۰۲۱ تا ۲۰۲۳، نسخه‌های متفاوتی از شخصیت کمیک کانگ فاتح را در دنیای سینمایی مارول ایفا کرد.
در ۱۸ دسامبر ۲۰۲۳، میجرز به‌دلیل تعرض و آزار علیهٔ دوست دختر سابقش، مجرم شناخته شد. این محکومیت باعث شد مارول استودیوز در همان روز روابط خود را با میجرز قطع کند و او را از پروژه‌های آیندهٔ این شرکت کنار بگذارد.

## زندگی شخصی
میجرز یک فرزند دختر دارد.
در ۲۵ مارس ۲۰۲۳، میجرز به اتهام تجاوز، خفه کردن و آزار و اذیت، ناشی از اختلاف خانگی با یک زن ۳۰ ساله، متهم و دستگیر شد. به گفتهٔ پلیس شهر نیویورک، زن «از ناحیه سر و گردنش جراحات جزئی دیده و با وضعیت پایدار به بیمارستان منطقه منتقل شد.» او در آن روز از بازداشت آزاد شد، و سخنگوی او این اتهامات را رد کرد و گفت که میجرز «هیچ اشتباهی مرتکب نشده‌است… ما مشتاقانه منتظر اثبات بی‌گناهی او و شفاف‌سازی این موضوع هستیم.»
در ۱۸ دسامبر ۲۰۲۳، میجرز به‌عنوان مجرم شناخته شد. اتهامات او شامل یک مورد تعرضِ بی‌ملاحظه درجه سه و آزار به‌منزلهٔ نقض قانون می‌شد. او از اتهامات دیگری از جمله ضرب و شتم و آزار به بدترین نوع تبرئه شد. صدور حکم برای ۶ فوریهٔ ۲۰۲۴ تعیین شده‌است. این محکومیت باعث شد مارول استودیوز او را از پروژه‌های آیندهٔ این شرکت کنار بگذارد.

## آثار بازیگری

### سینما
- متخاصمان (۲۰۱۷)
- ریک پسر سفیدپوست (۲۰۱۸)
- غیرمنتظره (۲۰۱۸)
- آخرین مرد سیاه‌پوست در سان فرانسیسکو (۲۰۱۹)
- ایالت محبوس (۲۰۱۹)
- دره کوچک (۲۰۱۹)
- سرزمین جنگلی (۲۰۱۹)
- ۵ هم‌خون (۲۰۲۰)
- هرچه قوی‌تر، سخت‌تر زمین‌می‌خوری (۲۰۲۱)
- از خودگذشتگی (۲۰۲۲)
- رویاهای مجله (۲۰۲۳)
- مرد مورچه‌ای ۳ (۲۰۲۳)
- کرید ۳ (۲۰۲۳)

### تلویزیون
- هنگامی که ما برمی‌خیزیم (۲۰۱۷-چهار قسمت)
- لاوکرفت کانتری (۲۰۲۰-نقش اصلی)
- لوکی (۲۰۲۱-یک قسمت)